# Бялосліве (гміна Білосліве)
Бялосліве (пол. Białośliwie, нім. Weißenhöhe) — село в Польщі, у гміні Білосліве Пільського повіту Великопольського воєводства.
Населення — 2917 осіб (2011).
У 1975-1998 роках село належало до Пільського воєводства.

## Демографія
Демографічна структура станом на 31 березня 2011 року:
|          | Загалом | Допрацездатний вік | Працездатний вік | Постпрацездатний вік |
| -------- | ------- | ------------------ | ---------------- | -------------------- |
| Чоловіки | 1467    | 370                | 973              | 124                  |
| Жінки    | 1450    | 319                | 865              | 266                  |
| Разом    | 2917    | 689                | 1838             | 390                  |